# Strugovo
Strugovo (makedonska: Стругово) är en ort i Nordmakedonien. Den ligger i kommunen Demir Hisar, i den sydvästra delen av landet, 90 kilometer söder om huvudstaden Skopje. Strugovo ligger 707 meter över havet och antalet invånare är 535.